# José de Espiga y Gadea
José de Espiga y Gadea (Palenzuela, Palència, 1758 - Tierra de Campos, Palència, 1824) fou un eclesiàstic i jurista castellà de gran cultura i amb facilitat de paraula, titllat de jansenista. Exercí com a ardiaca a Benasc i com a canonge a la catedral de Lleida i a l'església de San Isidro de Madrid. També fou capellà d'honor de Carles IV d'Espanya i membre auditor del Tribunal de la Rota (1800). Influït per les idees de la Il·lustració i del regalisme, se'l considera autor intel·lectual del Decret d'Urquijo de 1799 que deixava en mans del rei l'elecció i la confirmació dels bisbes. Per aquest motiu fou exiliat de Madrid i hagué de tornar a Lleida.
Es va instal·lar a Barcelona, però el 1808 hi hagué de fugir perquè fou acusat d'organitzar una conspiració contra el general Guillaume Philibert Duhesme. Durant la Guerra del Francès fou vocal per Lleida de la Junta Superior de Catalunya i el 1810 fou elegit diputat a les Corts de Cadis. Participà activament en els sessions. A diferència de la resta de diputats per Catalunya, va votar a favor de l'abolició de la Inquisició i juntament amb Andrés Jáuregui, diputat per l'Havana, va elaborar el decret sobre les eleccions dels nous ajuntaments. Es mostrà partidari de mantenir les divisions administratives a Amèrica. El 1811 va fer una proposta de legislació uniformista que l'enfrontà als diputats enviats des de Catalunya que sí que eren catalans, principalment amb Ramon Llàtzer de Dou i de Bassols i amb Felip Aner d'Esteve. També va formar part de la comissió encarregada d'elaborar el Projecte de Constitució i va ser escollit membre de la diputació permanent de les Corts. Destacà com a orador, juntament amb Argüelles en els debats sobre l'article primer.
Fou escollit novament diputat suplent a les Corts de 1813 i també president de les Corts Espanyoles entre el 6 de juliol i el 2 d'agost de 1820. Entre 1820 i 1822 fou arquebisbe nominal de Sevilla, tot i que, atès que la Santa Seu no el va reconèixer a causa de les seves idees liberals, mai no fou consagrat bisbe ni el seu nom consta en els episcopologis. El 1823 fou nomenat membre de la Reial Acadèmia de Ciències Morals i Polítiques de Madrid, d'on ja no es va moure.